# Гюльмамедов, Осман Ага
Осман Ага Гюльмамед оглы Гюльмамедов (азерб. Osman ağa Gülməmməd ağa Gülməmmədov; 16 августа 1892 — 1 ноября 1950) — российский и азербайджанский военный деятель. Был удостоен шести боевых наград: Георгиевских крестов 2, 3 и 4 степеней, а также Георгиевских медалей — 2, 3 и 4 степеней.
Он участвовал в Первой мировой войне, битве за Баку, битве при Аскеране, Карабахском восстании и войне за независимость Турции.
Награждён крестами Святого Георгия второй, третьей и четвёртой степени, медалями Святого Георгия второй, третьей и четвёртой степени за героизм в Первой мировой войне, орденом «Меджидие» за героизм в битве при Баку, а также медалью «Истиглал» за героизм в войне за независимость Турции".

## Биография
Осман Ага Гюльмамедов родился 16 августа 1892 года в селении Юхары Салахлы Казахского уезда Елизаветпольской губернии. Военную службу начал в сентябре 1914 года, вступив после начала первой мировой войны добровольцем в Татарский конный полк Кавказской туземной конной дивизии — так называемой «Дикой дивизии», части которой были укомплектованы мусульманами — уроженцами Кавказа.
С сентября 1914 года по август 1917 года Осман Ага Гюльмамедов в составе полка участвовал в боевых действиях на австрийском и румынском фронтах. Начав службу рядовым всадником, 14 ноября 1914 года он был произведён в приказные. 8 января 1915 года Осман Ага был произведён в младшие урядники. В феврале 1915 года был ранен в одном из боёв на австрийском фронте под Бригеном. 22 марта 1916 года он был произведён в старшие урядники, а 29 июня 1917 года — стал юнкером милиции. За боевые заслуги Осман Ага Гюльмамедов был удостоен шести боевых наград: Георгиевских крестов 2, 3 и 4 степеней, а также Георгиевских медалей — 2, 3 и 4 степеней.
Осенью 1917 года полки Кавказского туземного конного корпуса, были возвращены на Кавказ. В конце 1917 года решением Особого Закавказского Комитета начато было формирование Мусульманского (Азербайджанского) корпуса под командованием бывшего командующего 10-й армией Западного фронта генерал-лейтенанта Али-Ага Шихлинского. В состав корпуса вошёл и конный Татарский полк.
В феврале 1918 года Осман Ага Гюльмамедов был произведён в первый офицерский чин — прапорщика — и назначен младшим офицером 3-й сотни. В течение весны и лета он принимал непосредственное участие в боевых действиях против большевиков у станций Кюрдамир, Мюсюсли, Сангачал. Особо отличился прапорщик Гюльмамедов в августе-сентябре 1918 года в боях под Баку, где ему пришлось участвовать в боевых действиях и против англичан.
15 сентября 1918 года Баку был освобождён частями Кавказской исламской армии. После взятия города командующий армией Нури-паша в числе других героев сражения в торжественной обстановке прикрепил к груди Осман Аги Гюльмамедова турецкий орден «Меджидие» 5-й степени. 1 ноября за боевое отличие Осман Ага Гюльмамедов был произведён в корнеты.
В конце того же года конный Татарский полк был включён в состав формируемой Конной дивизии АДР. И уже в январе 1919 года 1-й конный Татарский полк по результатам инспекторского смотра получил благодарность военного министра.
5 апреля 1919 года Осман Ага Гюльмамедов в составе своего полка в числе других частей формировавшейся азербайджанской армии торжественно вступил в Баку. Согласно приказу военного министра, командовать отрядом войск, вступавших в Баку, был назначен командир 1-го конного Татарского полка, полковник Фахрат-бек Агаларов. В 9 часов утра, прямо с вокзала, под звуки военного оркестра части направились на Набережную, где были выстроены для парада. Парад принимал военный министр, генерал от артиллерии Самед-бек Мехмандаров. После церемониального марша на Набережной войска двинулись по Садовой и Николаевской улицам, мимо здания парламента, и далее — в казармы Сальянского полка.
Вскоре корнет Гюльмамедов был произведён в очередной воинский чин. Из приказа по военному ведомству Азербайджанской Демократической Республики N275 от 1 июня 1919 года:
Приказом правительства Азербайджанской Республики о чинах военных от 16 мая с.г. за N26 корнет 1 конного Татарского полка Осман Ага Гюльмамедов за боевые отличия произведён в чин поручика со старшинством с 17 августа 1918 года. Вр.и.д. военного министра генерал-лейтенант Шихлинский
Одновременно Осман Ага был повышен в должности, — его назначили командиром 3-й сотни 1-го Конного Татарского полка. В связи с усилившейся угрозой возможного вторжения в пределы Азербайджана частей добровольческой армии генерал-лейтенанта Деникина в июле 1919 года 1-й Конный Татарский полк был направлен в Гусары, где вошёл в состав вновь образованного Хачмазского отряда. Отряд имел задачу прикрытия северных границ республики.
В дальнейшем принимал участие в подавлении армянского мятежа в Карабахе. 30 марта 1920 года поручик Гюльмамедов со своей сотней прибыл в Гянджу, а 31 марта — в Евлах, откуда двинулся в направлении Агдама. Уже 2 апреля армянские части были выбиты из Аскерана, а 3 апреля были заняты Нахичеваник и Кятук. К концу апреля части азербайджанской армии в целом восстановили положение, существовавшее на конец ноября 1919 года, — противник был отброшен на правый берег реки Забуг.

### В Турции
После разгрома восстаний против советской оккупации часть оставшихся солдат Армии Азербайджанской Республики переправилась через Зангезур и направилась в Нахчыван, а часть из них направилась в Турцию со стороны Худаферина в Иран. При приближении к границам Турции Нух бек Софиев, возглавлявший азербайджанские военные, передал командование Самад беку Рафибейли. Под предводительством Самад-бея они сначала дошли до Догубаязита, а затем в июне-июле дошли до Хасангала и Эрзурума По решению Великого Национального Собрания Турции в состав 1200-тысячного азербайджанского подразделения в составе одной кавалерии, одной пехоты полк и артиллерийская батарея были направлены в Восточную армию под командованием Казима Гарабакира-паши (XV корпус). Осман Ага Гюльмамедов был одним из 56 офицеров азербайджанского подразделения численностью 1200 человек.
С осени 1920 по начало 1921 года он участвовал в Восточном движении, завершившемся очищением Восточной Анатолии от армян. В 1923 году он был награждён медалью «Независимость» за заслуги в турецкой войне за независимость. После Войны за независимость он продолжил военную службу, оставшись в армии, и дослужился до звания полковника.
После принятия в Турции 21 июня 1934 года Закона о фамилиях Осман Ага Гюльмамедов взял фамилию Мамед «Казак».
После выхода на пенсию он жил в районе Юсуф-паши в Карсе. Он был избран членом провинциального собрания Карса.

## Семья
Он является дядей Мамеда Газаха, офицера Азербайджанской Республики, полковника Вооруженных сил Турции, участника татарского и карабахского восстаний.
Он выпускник Горийской семинарии, преподаватель Газахской учительской семинарии и брат репрессированного Ахмеда Аги Гюльмамедова.
В 1931 году, во время службы в армии в Карсе, Осман Казак женился на Назакат Ханум, родом из Гюмри. От этого брака у них родились сыновья Хазар, Махмуд, Эрдал и дочери Тюркан, Фатма Лала и Юксель.

## Награды
В 1914—1917 годах за героизм на фронте в Первой мировой войне награждён «Георгиевским крестом IV, III и II степени», медалями «Георгиевский» IV, III и II степени.
В 1918 году за героизм в битве за Баку он был награждён орденом «Маджидия».
В 1923 году он был награждён медалью «Независимость» за заслуги в турецкой войне за независимость.